# Deutsche Feuerwehr-Zeitung. Technische Blätter für die deutschen Feuerwehren
Die Deutsche Feuerwehr-Zeitung (DFZ) beinhaltete laut ihrem Untertitel insbesondere technische Blätter für die deutschen Feuerwehren. Die Zeitschrift erschien von 1860 bis 1923 in Stuttgart im Kohlhammer Verlag.
In dem auch als Feuerwehrzeitung benannten, in der Anfangszeit alle 8 Tage als halber oder ganzer Bogen herausgegebenen Blatt wurden beispielsweise auch Berichte aus den „Mittheilungen des Gewerbevereins für das Königreich Hannover“ abgedruckt, in denen im Zuge der Industrialisierung beispielsweise Carl Ahlers, Direktor der Hannoversche Baumwollspinnerei und -weberei, über frühe Brandschutz-Vorrichtungen von Industriegebäuden berichtete.